# Ladislau I de Nàpols
Ladislau I de Nàpols el Magnànim (1377 - Nàpols 1414), comte de Provença i rei de Nàpols i Jerusalem (1386-1414), i rei titular d'Hongria (1390-1414).

## Orígens familiars
Nascut l'11 de febrer de 1377 fou fill del rei Carles III de Nàpols i la seva esposa Margarida de Durazzo. La seva germana gran Joana II de Nàpols va esdevindre, a la seva mort, reina de Nàpols.

## Ascens al tron napolità
Va succeir el seu pare el 1386 quan Ladislau tenia nou anys. Els primers anys del seu regnat tingué la regència de la seva mare.
Oposat al tron napolità a Lluís II de Nàpols, de la línia menor dels Angevins, establiren diverses lluites pel poder. El 1390 Lluís II aconseguí capturar la ciutat de Nàpols i n'expulsà Ladislau, i l'abril de 1393 la flota de Bernabò da San Severino va aixecar el nou setge que Ladislau havia iniciat a Nàpols, i a continuació es va dirigir a aixecar el setge de Sorrento que havia establert Giovanni di Trezzo, i l'any següent va atacar Aversa, on va derrotar de nou als partidaris de Ladislau.
En 1400, mort Bernabò da San Severino i amb Tommaso da San Severino passat al bàndol de Durazzo, un cop llicenciat Alberico da Barbiano del seu càrrec per a Joan Galeàs Visconti, aquest fou cridat en d'auxili de Ladislau que s'havia refugiat a Gaeta quan Lluís va prendre Nàpols, va acampar en Afragola, i quan els nobles napolitans van donar suport a Lluís, aquest va cridar la flota de i va desembarcar a la capital, posant setge al Castell Nou, del que Lluís II de Provença va fugir per mar a Provença.
Es va esforçar per consolidar el poder reial a Nàpols en detriment de l'aristocràcia local, provocant la mort de diversos membres de la família Sanseverino, descendents de la seva àvia, per provocar la seva renúncia als canvis.

### Conquesta del centre d'Itàlia

conquestes de Ladislau I de Nàpols

Ladislau va capturar Zara el 1403, però aviat va aturar qualsevol avenç militar. El 1407, intentant aprofitar la feble personalitat del nou Papa Gregori XII, Ladislau va envair els Estats Pontificis i va conquerir Ascoli Piceno i Fermo. El 1408, va assetjar Ostia per evitar l'èxit del partit francès en el cisma entre Gregori XII i l'antipapa Benet XIII, i després d'un breu setge, va capturar la ciutat subornant el comandant Paolo Orsini, entrant a Roma el 25 d'abril, i a continuació Perusa també va caure a les seves mans. l'any 1409, Ladislau va vendre els seus drets de Dalmàcia a la República de Venècia per 100.000 ducats per aconseguir aliats en la propera guerra contra la República de Florència i continuar la seva expansió al centre d'Itàlia aliat amb Paolo Guinigi, senyor de Lucca, un enemic tradicional dels florentins. Ladislau va envair la Toscana, capturant Cortona i l'illa d'Elba de Gherardo Appiani, però Florència va contractar el condoller Braccio da Montone, que va derrotar a Ladislau, i es va veure obligat a retirar-se. No obstant això, no havia abandonat els seus objectius al nord d'Itàlia, i va aprofitar la presència del papa Gregori XII a Gaeta.
El 1411 va signar la pau amb la República de Florència i la República de Siena, allunyant del seu camí dos incòmodes rivals, i només continuaven la guerra contra ell Lluís II de Provença i Joan XXIII de Pisa, que prengueren a Roma i el derrotaren a la batalla de Roccasecca en 1411, però va tenir temps per reagrupar-se i el 12 de juliol Lluís va tornar a Roma, però el 3 d'agost la manca de diners i el descontentament dels seus líders el van obligar a tornar definitivament a Provença. Ladislau Va aprofitar el desordre a Itàlia per ampliar el seu regne, atacant el 1413 els Estats Pontificis i fent fugir Joan XXIII i els seus cardenals de Roma a Florència, on demanà la protecció de l'emperador Segimon (1410-1437), qui era al nord d'Itàlia mirant de convocar un concili que posés fi al Cisma d'Occident.

## Ascens al tron hongarès
A partir de 1390 reclamà el tron d'Hongria al seu rei Segimon I d'Hongria. Els nobles hongaresos, cansats de la violència que els havia imposat el rei Segimon de Luxemburg, es van rebel·lar contra ell i donaren el tron a Ladislau, que fou coronat a Zara, a Dalmàcia el 1403. Segimon fou capturat en un primer moment però s'aconseguí escapolir, prenent altre cop el poder.
Ladislau, incapaç de retenir Hongria va vendre dels drets sobre la costa dàlmata als venecians el 1409 i els esforços venecians per assegurar el seu control van provocar la guerra hongareso-veneciana el 1411 quan Filippo Scolari, un exiliat florentí al servei de Segimon va envair el Friül entrant a Udine el 28 de setembre de 1411, després que Fantino Dandolo hagués demanat en va protecció a Ernest d'Habsburg, i el 30 de setembre va caure Cividale forçant la República a una negociació de pau, però els termes no foren acceptats per Venècia i la guerra es va reprendre per ambdós bàndols, i Carlo I Malatesta va poder derrotar Scolari a la batalla de Motta, tot i ser ferit de gravetat, havent de cedir la capitania general del l'exèrcit venecià al seu germà Pandolfo III Malatesta. Scolari va tornar a Hongria i els venecians van passar a l'ofensiva i assetjar Udine derrotant Scolari el 15 d'octubre de 1412 fins que foren expulsats per l'exèrcit dirigit per Sigismondo, que entre tant s'havia convertit en rei d'Alemanya, que va entrar a la ciutat el 13 de desembre de 1412. Després del fallit setge de Vicenza el 1412, que van delmar l'exèrcit hongarès, i l'avanç otomà als Balcans, la guerra es va cloure amb un tractat de pau de cinc anys signat el 1413, assegurant el control venecià de Dalmàcia.
Ladislau, ocupat en altres projectes, es va desinteressar per Hongria i tan sols passà a ser rei titular fins a la seva mort.

## Núpcies i descendents
Es casà el 1390 amb Constança de Clermont, filla de Manfred de Clermont, duc de Mòdica. Se'n separà el 1392.
Es casà, en segones núpcies, el 12 de febrer de 1403 amb Maria de Lusignan, filla del rei de Xipre Jaume I de Lusignan.
Es casà novament el 1406 amb Maria d'Enghien, comtessa de Lecce.
De cap dels tres matrimoni tingué fills, per contra tingué dos fills il·legítims:
- Rinaldo de Durazzo, príncep de Càpua
- Maria de Durazzo, morta jove

Fou enverinat el 6 d'agost de 1414 a Nàpols i fou succeït per la seva germana gran Joana II de Nàpols.